# Heliconius hecalesia
Espèce
Heliconius hecalesia est un insecte lépidoptère appartenant à la famille des Nymphalidae, à la sous-famille des Heliconiinae et au genre Heliconius.

## Taxinomie
Heliconius hecalesia a été décrit par William Chapman Hewitson en 1854.

### Sous-espèces
- Heliconius hecalesia hecalesia Hewitson, 1853; présent en Colombie
- Heliconius hecalesia eximus Stichel, 1923; présent en Colombie.
- Heliconius hecalesia formosus Bates, 1863; présent au Costa Rica, au Nicaragua, à Panama.
- Heliconius hecalesia gynaesia Hewitson, 1875; présent
- Heliconius hecalesia longarena Hewitson, 1875; présent en Colombie.
- Heliconius hecalesia octavia Bates, 1866; présent au Mexique et Guatemala.
- Heliconius hecalesia romeroi Brown & Fernández, 1985; présent au Venezuela[1].

### Nom vernaculaire
Heliconius hecalesia se nomme Five-spotted Longwing en anglais.

## Description
C'est un grand au corps fin et aux longues ailes antérieures allongées et arrondies. 
Le dessus des ailes antérieure est de couleur marron foncé orné d'une ligne submarginale de taches ovales blanches et d'autres dans l'aire postdiscale,les ailes postérieures sont orange bordées de marron le long du bord externe et de l'apex orné de taches ovales blanches.
Le revers est marron plus clair avec la même ornementation.

## Biologie

### Plantes hôtes
Les plantes hôtes de sa chenille sont des Passifloraceae, Passiflora biflora et Passiflora lancearea pour Heliconius hecalesia formosus.

## Écologie et distribution
Heliconius hecalesia est présent au Guatemala, au Costa Rica, au Nicaragua, à Panama, en Colombie, au Venezuela et  en Équateur,,.

### Biotope
Heliconius hecalesia réside jusqu'à une altitude de 1 700 m, dans la canopée de la forêt.

## Protection
Pas de statut de protection particulier.